# Le Bleuet
Le Bleuet
è una libreria fondata da Joël Gattefossé nel 1990 nel paese di Banon (Provenza). È situata in una serie di vecchi edifici totalmente ristrutturati e unificati la cui testata dà sulla piazza Saint-Juste, e si sviluppa su quattro livelli, per un'altezza equivalente a tre piani.

Le Bleuet è la settima libreria indipendente di Francia per il numero dei titoli disponibili. Ma ciò che la rende un eccezionale fenomeno commerciale e culturale è il rapporto fra la sua dimensione commerciale e la sua collocazione geografica. Infatti, con 110.000 testi a disposizione, 190.000 opere in magazzino e un tasso di resa di solo il 2%, la libreria si trova in un paese di 1 000 abitanti sito in una vasta zona rurale a bassissima densità abitativa (l'altopiano di Albion, fra le pendici orientali del Mont Ventoux e la Montagna di Lura nel dipartimento Alpes-de-Haute-Provence), noto per la produzione di formaggi di capra e per la coltivazione della lavanda.
Nel 2010, inoltre, sono iniziati i lavori di ampliamento del deposito e della superficie di vendita per raggiungere la disponibilità complessiva di 1 milione di libri nel 2014. Dal settembre del 2012 la libreria ha iniziato la vendita "on line".
Ma nel 2013, la libreria dovette affrontare forti difficoltà: il sito non era più all'altezza delle ordinazioni e la gestione dei magazzini si rivelò troppo costosa.  All'inizio del 2014, pertanto, la proprietà tentò di ricorrere ad un finanziamento partecipativo, per iniziare un'operazione di risanamento economico. Ma i fondi ricavati non furono sufficienti. Così, nel novembre del 2014, Le Bleuet fu venduta a Patrick Sombret, che la fece gestire da sua moglie, Christine Rey-Sombret. Ma nel giugno 2016 Le Bleuet è stata rivenduta a una coppia di Lione: Marc e Isabelle Gaucherand..